# Paolo Goltz
Paolo Duval Goltz (Hasenkamp, Entre Ríos, Argentina, 12 de mayo de 1985) es un exfutbolista argentino. Se desempeñaba como Defensor central.

## Trayectoria

### C. A. Huracán
Llegó al club proveniente de Atlético Hasenkamp en el año 2001 y realizó las divisiones inferiores en la entidad de Parque de los Patricios. Debutó en Primera el 24 de noviembre de 2002 en el encuentro disputado entre Huracán y Gimnasia y Esgrima La Plata que terminó 0-0. Carlos Babington era el entrenador del equipo. Pero agarró continuidad con la llegada de Omar Labruna al club en 2004. Se ganó la titularidad en el regreso a Primera División del Globo en el año 2007 con la dirección técnica de Antonio Mohamed. Lo ratificaron en la zaga central Osvaldo Ardiles y luego Claudio Ubeda. Fue designado capitán del equipo a partir del Apertura 2008, y fue capitán y referente del equipo formado por Ángel Cappa denominado "Los Ángeles de Cappa" en el Clausura 2009. Desde su debut hasta la finalización del Apertura 2009 contabiliza 166 partidos jugados con 30 goles.

### C. A. Lanús
En diciembre de 2013 se adjudica con Lanús la Copa Sudamericana 2013 ejerciendo de capitán y como una de sus principales figuras; tanto así que fue elegido como zaguero del Equipo Ideal de América del mismo año.

### C. F. América
El 29 de mayo de 2014, se confirmó el traspaso de Goltz al Club América donde firmó por tres temporadas por una cifra que ronda los 1.2 millones de dólares. El 14 de diciembre de 2014, el América se consagra campeón del Torneo Apertura 2014 de la Liga MX.

### C. A. Boca Juniors
El 6 de julio de 2017, Paolo Goltz firmó su contrato por tres años con Boca Juniors de Argentina, siendo así el primer refuerzo de dicho club para el equipo de La Boca. Rápidamente se transformó en el dos titular de Boca Juniors y formalizó una defensa pareja junto a Magallán.
En 2018 por su bajo rendimiento y la contratación de Izquierdoz en el mercado de invierno, comienza a perder terreno en el primer equipo, hasta que, con la llegada a préstamo de Lisandro López en 2019, Goltz pierde la titularidad. El 24 de julio del 2019, Paolo Goltz volvería como titular después de una larga inactividad, se mostraría firme y seguro en la victoria de Boca 0-1 sobre Athletico Paranaense por octavos de Copa Libertadores 2019.

## Estadísticas

### Clubes
Actualizado al último partido jugado el 4 de noviembre de 2024.
| Huracán Argentina | 1ª                  | 2002/03             | 3   | 0  | 0 | —  | — | — | -— | -— | -— | 3   | 0  | 0 |
| Huracán Argentina | 1ª                  | 2003/04             | 3   | 0  | 0 | —  | — | — | -— | -— | -— | 3   | 0  | 0 |
| Huracán Argentina | 1ª                  | 2004/05             | 31  | 2  | 0 | —  | — | — | -— | -— | -— | 31  | 2  | 0 |
| Huracán Argentina | 1ª                  | 2005/06             | 19  | 0  | 0 | —  | — | — | -— | -— | -— | 19  | 0  | 0 |
| Huracán Argentina | 1ª                  | 2006/07             | 25  | 1  | 0 | —  | — | — | -— | -— | -— | 25  | 1  | 0 |
| Huracán Argentina | 1ª                  | 2007/08             | 36  | 2  | 0 | —  | — | — | -— | -— | -— | 36  | 2  | 0 |
| Huracán Argentina | 1ª                  | 2008/09             | 32  | 5  | 0 | —  | — | — | -— | -— | -— | 32  | 5  | 0 |
| Huracán Argentina | 1ª                  | 2009/10             | 35  | 2  | 0 | —  | — | — | -— | -— | -— | 35  | 2  | 0 |
| Huracán Argentina | Total               | Total               | 184 | 12 | 0 | —  | — | — | —  | —  | —  | 184 | 12 | 0 |
| Lanús Argentina | 1ª                  | 2010/11             | 33  | 2  | 1 | —  | — | — | —  | —  | —  | 33  | 2  | 1 |
| Lanús Argentina | 1ª                  | 2011/12             | 29  | 2  | 0 | 1  | 0 | 0 | 8  | 0  | 0  | 38  | 2  | 0 |
| Lanús Argentina | 1ª                  | 2012/13             | 35  | 2  | 0 | 2  | 0 | 0 | —  | —  | —  | 37  | 2  | 0 |
| Lanús Argentina | 1ª                  | 2013/14             | 30  | 1  | 1 | —  | — | — | 20 | 6  | 0  | 50  | 7  | 1 |
| Lanús Argentina | Total               | Total               | 127 | 7  | 2 | 3  | 0 | 0 | 28 | 6  | 0  | 158 | 13 | 2 |
| América · México | 1ª                  | 2014/15             | 41  | 1  | 2 | —  | — | — | 4  | 0  | 0  | 45  | 1  | 2 |
| América · México | 1ª                  | 2015/16             | 34  | 2  | 1 | —  | — | — | 10 | 0  | 0  | 44  | 2  | 1 |
| América · México | 1ª                  | 2016/17             | 28  | 1  | 0 | 7  | 1 | 0 | 2  | 0  | 0  | 37  | 2  | 0 |
| América · México | Total               | Total               | 103 | 4  | 3 | 7  | 1 | 0 | 16 | 0  | 0  | 126 | 5  | 3 |
| Boca Juniors Argentina                                                                                               | 1ª                  | 2017/18             | 19  | 0  | 0 | 4  | 0 | 0 | 2  | 0  | 0  | 25  | 0  | 0 |
| Boca Juniors Argentina                                                                                               | 1ª                  | 2018/19             | 10  | 0  | 1 | 2  | 1 | 0 | 2  | 0  | 2  | 14  | 1  | 3 |
| Boca Juniors Argentina                                                                                               | 1ª                  | 2019                | 4   | 0  | 0 | —  | — | — | 1  | 0  | 0  | 5   | 0  | 0 |
| Boca Juniors Argentina                                                                                               | Total               | Total               | 33  | 0  | 1 | 6  | 1 | 0 | 5  | 0  | 2  | 44  | 1  | 3 |
| Gimnasia y Esgrima La Plata Argentina                                                                                | 1ª                  | 2020                | 7   | 1  | 0 | 9  | 0 | 0 | —  | —  | —  | 16  | 1  | 0 |
| Gimnasia y Esgrima La Plata Argentina                                                                                | Total               | Total               | 7   | 1  | 0 | 9  | 0 | 0 | —  | —  | —  | 16  | 1  | 0 |
| Colón Argentina | 1ª                  | 2021                | 10  | 1  | 0 | 13 | 0 | 0 | —  | —  | —  | 23  | 1  | 0 |
| Colón Argentina | 1ª                  | 2022                | 19  | 0  | 0 | 13 | 0 | 0 | 8  | 0  | 1  | 40  | 0  | 1 |
| Colón Argentina | 1ª                  | 2023                | 24  | 0  | 0 | 11 | 0 | 0 | —  | —  | —  | 35  | 0  | 0 |
| Colón Argentina | 2ª                  | 2024                | 38  | 2  | 0 | 1  | 0 | 0 | —  | —  | —  | 39  | 2  | 0 |
| Colón Argentina | Total               | Total               | 91  | 3  | 0 | 38 | 0 | 0 | 8  | 0  | 1  | 137 | 3  | 1 |
| Total en su carrera                                                                                                  | Total en su carrera | Total en su carrera | 544 | 27 | 6 | 63 | 2 | 0 | 57 | 6  | 3  | 664 | 35 | 9 |
| (1) Incluye Copa Argentina y Copa MX (2) Incluye Copa Libertadores , Copa Sudamericana y Liga de Campeones CONCACAF. |                     |                     |     |    |   |    |   |   |    |    |    |     |    |   |

## Palmarés

### Campeonatos nacionales
| Título                     | Equipo       | País      | Año     |
| -------------------------- | ------------ | --------- | ------- |
| Primera División de México | América      | México    | 2014    |
| Primera División           | Boca Juniors | Argentina | 2017-18 |
| Supercopa Argentina        | Boca Juniors | Argentina | 2019    |
| Primera División           | Boca Juniors | Argentina | 2019-20 |
| Copa de la Liga            | Colón        | Argentina | 2021    |

### Campeonatos internacionales
| Título                     | Equipo  | Sede             | Año  |
| -------------------------- | ------- | ---------------- | ---- |
| Copa Sudamericana          | Lanús   | Lanús            | 2013 |
| Liga de Campeones CONCACAF | América | Montreal         | 2015 |
| Liga de Campeones CONCACAF | América | Ciudad de México | 2016 |

### Distinciones individuales
| Distinción                           | Año  |
| ------------------------------------ | ---- |
| Equipo Ideal de la Copa Sudamericana | 2013 |
| Parte del Equipo Ideal de América    | 2013 |